# 松洲街道
松洲街道，是中华人民共和国广东省广州市白云区下辖的一个乡镇级行政单位。

## 行政区划
松洲街道下辖以下地区：
槎龙社区、团结社区、华糖社区、半岛社区、螺涌社区、阳光社区、桥西社区、松北社区、松南社区、西洲社区、松鹤社区、桃园社区、富林社区和河畔社区。